# Rio Tom
Tom (russo: Томь) é um rio da Rússia, afluente da margem direita do rio Ob. Tem comprimento de 827 km, nasce nas Montanhas de Abakan (continuação ao norte das Montanhas Altai), atravessa a Bacia de Kuznetsk (uma das maiores áreas de mineração de carvão do mundo) e desagua no rio Ob, a aproximadamente 50 km da cidade de Tomsk. 
As cidades às margens do rio Tom incluem Mezhdurechensk, Novokuznetsk, Kemerovo, Yurga, Tomsk e Seversk.